# Alfredia
Alfredia là một chi thực vật có hoa trong họ Cúc (Asteraceae).

## Loài
Chi Alfredia gồm các loài: